# Major Oak

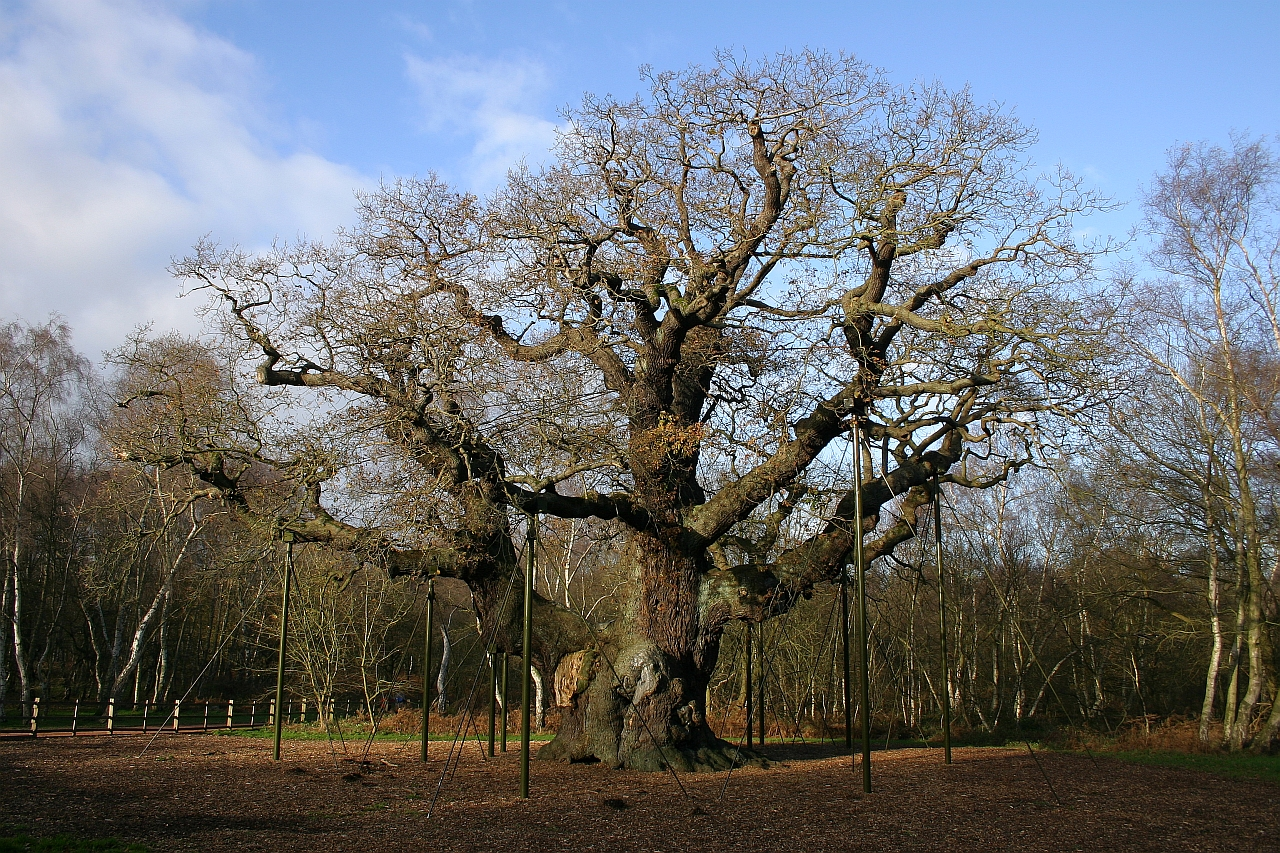
Major Oak zimą (rok 2006)

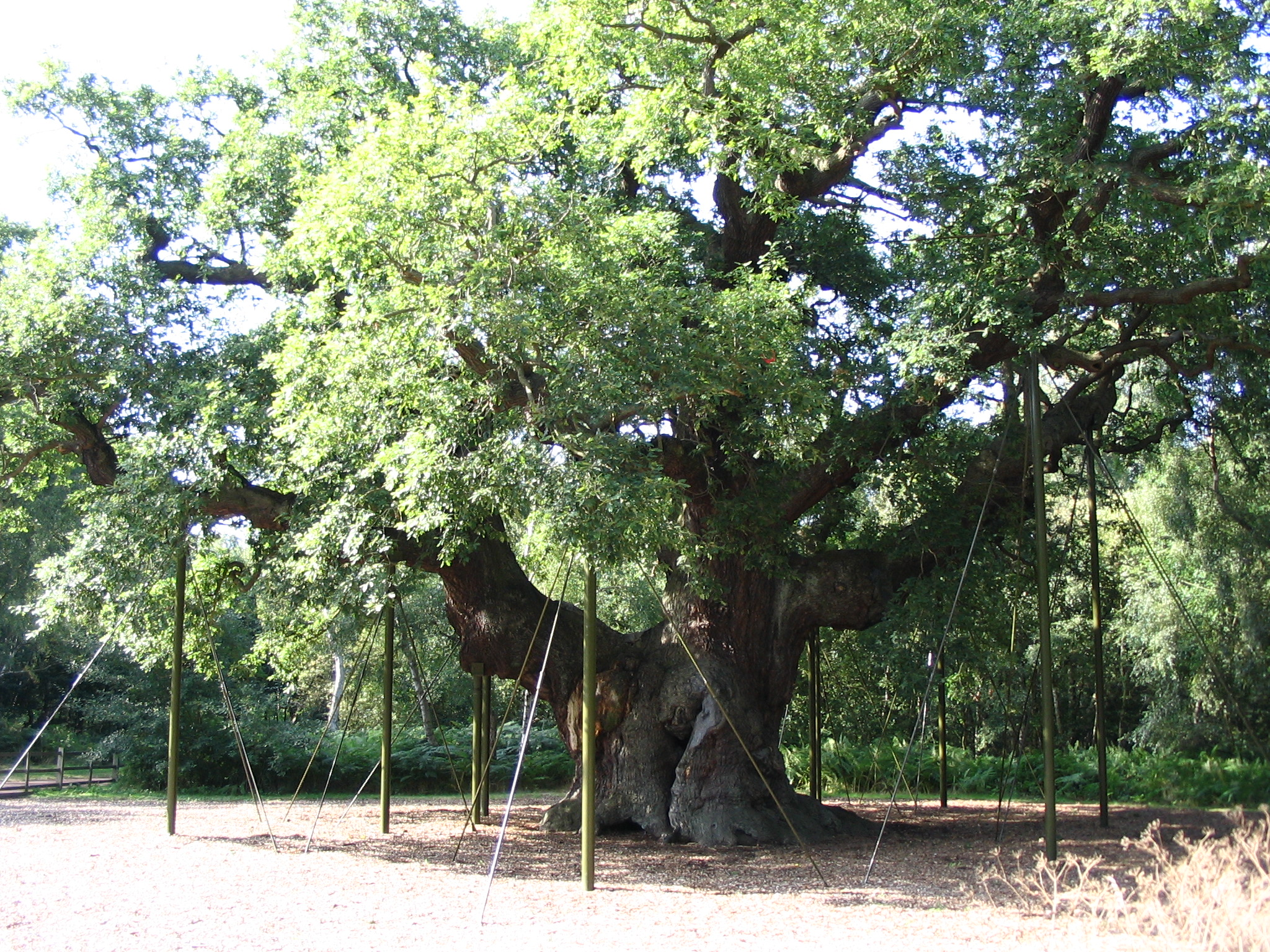
Major Oak latem (rok 2005)

Major Oak  lub majesty oak– dąb szypułkowy, znajdujący się niedaleko miejscowości Edwinstowe w centrum lasu Sherwood, w Nottinghamshire w Anglii. Jest największym dębem w Wielkiej Brytanii. W plebiscycie z 2002 roku został wybrany "ulubionym drzewem Brytyjczyków". W roku 2002 umieszczony na liście 50 najważniejszych brytyjskich drzew. Według miejscowej tradycji dąb ten był schronieniem dla Robin Hooda i jego drużyny.

## Rozmiary
- Masa drzewa – około 23 tony[2]
- obwód pnia – 10 m
- rozpiętość gałęzi – 28 m
- wiek – ok. 800–1000 lat[1], według niektórych źródeł do 1140[3]

W ciągu jednego roku dąb może rodzić nawet ok. 150 tysięcy żołędzi, chociaż zbiór taki zdarza się tylko raz na ok. 4 lata. Wnętrze pnia drzewa jest puste, co spowodowane jest działalnością grzybów, głównie ozorka dębowego (obecnie drzewo jest z tego powodu leczone). W dziupli dębu hibernują liczne gatunki zwierząt, m.in. nietoperze, osy, motyle i pająki. W 1998 z drzewa pobrano szczepy z zamiarem wysyłania sadzonek – potomków dębu - do wielkich miast świata.

## Ochrona

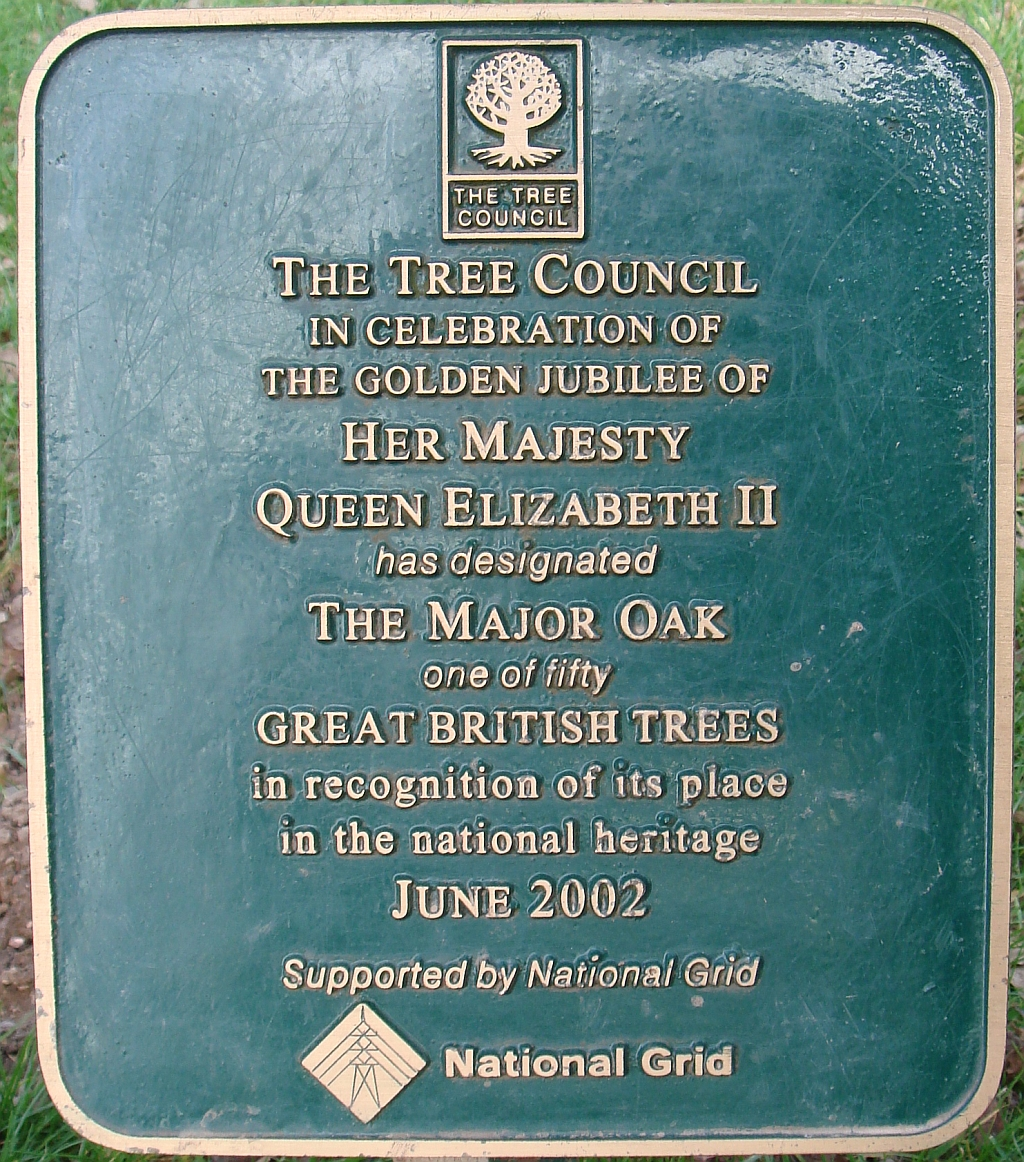
Tablica stwierdzająca umieszczenie drzewa na liście 50 największych drzew Wielkiej Brytanii

Już w czasach wiktoriańskich zaczęto podpierać chylące się konary drzewa. W roku 1904 dąb został opasany  metalowymi klamrami i hufnalami; później do jego konserwacji użyto betonu i włókna szklanego. Od 1975 roku dąb jest odgrodzony od publiczności. W latach 80. XX wieku drewniane pale podpierające konary zamieniono na metalowe.

## Nazwa
Najstarsza zapisana nazwa dębu, The Cockpen Tree (cockpen - "zagroda kogutów"), pochodzi z XVIII wieku; przypuszcza się, że pusty środek pnia mógł służyć za pomieszczenie dla kogutów, wykorzystywanych w walkach. Późniejsze zapisy określają drzewo jako Queen Oak – dąb królowej. W roku 1790 major Hayman Rooke, antykwariusz z Mansfield Woodhouse, opisał dąb w książce o starych dębach lasu Sherwood. Z pozycji tej pochodzi jego późniejsza nazwa The Major‘s Oak, skrócona do obecnej postaci.

## Dąb w legendzie
Jedna z legend głosi, że Major Oak był kwaterą Robin Hooda, który ukrywał się ze swoją drużyną w lasach Sherwood. Jego ulubioną kryjówką miały być dziuple dębów, w tym tego właśnie, nazwanego później Major Oak. Według opinii specjalistów, ten konkretny dąb, aczkolwiek już wtedy istniał, był jednak wówczas za młody, by pełnić taką funkcję.